# Afzuigkap

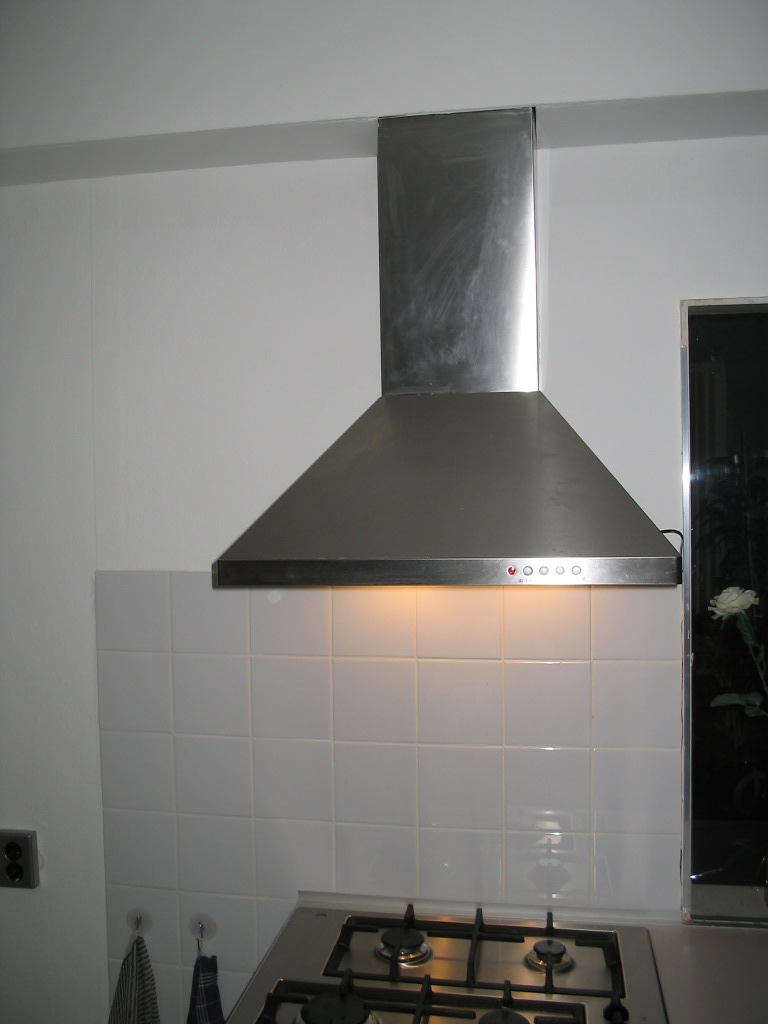
Een RVS afzuigkap

Een afzuigkap, dampkap of wasemkap is een huishoudelijk apparaat in de keuken, dat ervoor zorgt dat etensgeuren worden afgevoerd.
Tot aan de jaren 70 van de 20e eeuw werden afzuigkappen bijna uitsluitend gemonteerd in professionele omgevingen: laboratoria, keukens van grote instellingen, restaurants, gaarkeukens, bedrijven voor industriële voedselbereiding. In de keukens van gezinshuishoudens gebeurde de evacuatie van etensgeuren met een eenvoudige ventilator gemonteerd in een gat in het plafond, of in de wand, waarbij kunststof afsluitkleppen eenvoudig bediend werden met twee touwtjes, zodat het gat gesloten kon worden om tochtvorming te voorkomen.
Afzuigkappen werden allereerst in de stedelijke bebouwing frequent aangebracht in hoogbouw, maar met de toegenomen welvaart werd de afzuigkap een standaardonderdeel van elke huishoudelijke keuken. De grote keukenmerken (Miele, Siemens enz.) kwamen met hun eigen modellen die zij meeleverden met hun "vaste keukens".
Er zijn verschillende typen afzuigkappen:
- motorloos of met motor
- recirculatie van lucht of afvoer van lucht
- schouwmodel of ingebouwd model
- Aan te sluiten op de ventilatietechnieken van keukenruimtes in (nieuwbouw)woningen (bijvoorbeeld Mechanische Ventilatie of warmteterugwinsystemen)

In bijna alle modellen is standaard een verlichting ingebouwd en de sterkte van het afzuigen is regelbaar. In de eerste modellen zorgde een soort vilt voor de filtering van de lucht; dit materiaal moest periodiek vervangen worden. In moderne modellen zijn er vaste filters die gemakkelijk uitneembaar zijn en die in de afwasmachine kunnen worden gereinigd. In goedkope afzuigkappen wordt vaak nog het ouderwetse vilt gebruikt.
Bij plaatsing van een afzuigkap zijn er een aantal regels waarop gelet moet worden. Zo moet de afzuigkap groter zijn dan het kookoppervlak. Ook moet er een minimale afstand zijn tussen de kookplaat en de afzuigkap. Deze afstand kan per merk en type apparaat verschillen waarbij de afstand afhankelijk is van het materiaal van de afzuigkap en het type kookplaat. Als richtlijn wordt een afstand van minimaal 65 centimeter bij gaskookplaten en 60 centimeter bij elektrische kookplaten gehanteerd.